# 滕姬
滕姬，金文提及的春秋时期滕国的公主，因为滕国的君主姓姬，故称为滕姬。
春秋早期有滕姬嫁到邾国，是邾伯御戎的夫人。下寺古墓群出土了春秋中期的孟滕姬缶，铭文透露孟滕姬嫁到楚国。。